# رابرت پرسکات
رابرت پرسکات (انگلیسی: Robert Prescott; ح. 1726 – ۲۱ دسامبر ۱۸۱۵) پرسنل نظامی و سیاست‌مدار اهل پادشاهی بریتانیای کبیر بود.